# Cycas circinalis
Cycas circinalis é uma espécie de cicadófita do género Cycas da família Cycadaceae, nativa de Karnataka, Kerala, Maharashtra e Tamil Nadu, na Índia. Esta espécie é utilizada na medicina popular.